# ウクライナ東方カトリック教会

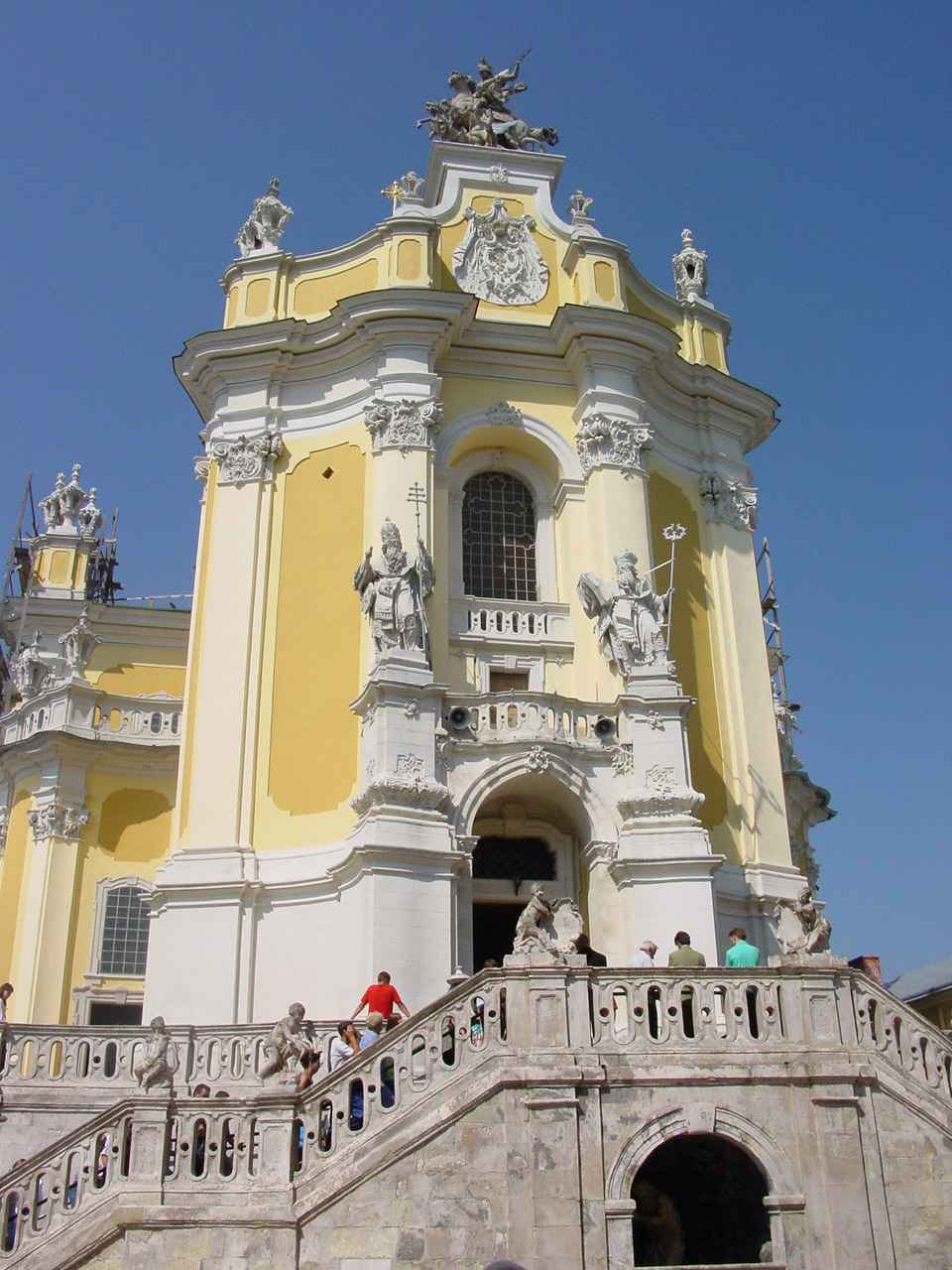
ウクライナ国内で最も有名なウクライナ・カトリック教会、聖ユーラ大聖堂。

ウクライナ東方カトリック教会（ウクライナ語: Українська греко-католицька церква ウクライィーンスィカ・グレーコ・カトルィーツィカ・ツェールクヴァ (УГКЦ)、英語: The Ukrainian Greek Catholic Church (UGCC)）は、キリスト教の一派で、カトリック教会と完全な一致を保ちながら独立自治の立場にある東方典礼カトリック教会（帰一教会、東方カトリック教会）の一つ。ウクライナ・ギリシア・カトリック教会ともいう。この場合の「ギリシア」は、典礼様式と伝統がビザンティン典礼であることを指し、ラテン典礼の「ローマ」カトリック教会とは区別され、典礼は正教会と同じ形式によって行う。

## 沿革
ウクライナ東方カトリック教会は、1596年、ポーランド・リトアニア共和国で、コンスタンティノポリ総主教の庇護下にあったウクライナの正教会の主教たちのうち2名を除く、東西教会合同に賛同する主教達とその支持者が、カトリック教会との間にブレスト合同を成立させローマ教皇の主導権を認め、ウクライナおよびベラルーシの正教会の相当数の教区・教会をカトリック教会と合同させたことによって誕生した教会である。それによってコンスタンティノポリス総主教庁の庇護下にあったキエフの府主教区はローマ教皇の管轄下に入り、大司教区となった。
18世紀にはウクライナ・ベラルーシはロシア帝国領になると、ウクライナ東方カトリックはロシア帝国の国家的機関であったロシア正教会から「正教の裏切り者」として厳しい弾圧を受けた。こうした激しい弾圧を逃れるために、1803年にウクライナ東方カトリック教会の本部は当時オーストリア・ハンガリー帝国領だった西ウクライナのリヴィウに移された。その後、同地はポーランド領となった。第二次世界大戦によりこの地方（リヴィウ）がソ連領に編入されると、1946年に同教会はソ連当局に活動を禁止され、1989年末まで非合法状態に置かれた。
20世紀においてはソ連のみならずポーランドでも弾圧された。共産主義政権下で行われた、ポーランド南東部からウクライナ系住民（ボイコ人、レムコ人を含む）を強制移住させた、民族浄化ともされるヴィスワ作戦においては、正教会とともに弾圧を受け、ウクライナ東方カトリック教会の聖職者達は強制収容所に送られた。
現在、ウクライナ西部・北部、リヴィウとキエフを中心に600万人の信徒がおり、東方典礼カトリック教会中最大の規模をもつ。また、ポーランド・ドイツ・カナダ・アメリカにもおびただしい数の信者がいる。
2005年8月21日、大司教座を首都キエフに移転した。この移転は2004年10月に、ウクライナ東方カトリック教会の主教会議において決定され、ローマ教皇ヨハネ・パウロ2世によって祝福されたものである。
併せて、高位大司教の称号が「リヴィウ高位大司教」から「キエフおよびハリチ高位大司教」に変更された。ウクライナ東方カトリック教会は、高位大司教座を総大司教座に格上げするようローマ教皇庁に対して要求しているが、教皇庁はこの要求に応じていない。一方でウクライナ東方カトリック教会では、キエフおよびハリチ高位大司教を既に「総大司教」と呼ぶ傾向がある。
現在の指導者は、キエフおよびハリチ高位大司教スヴィアトスラヴ・シェフチュク（Святослав, 2011年3月27日着座）。前任者フザール枢機卿の退位を受けて開催されたシノドにおいて選出された。1970年生まれ。

## 名称
歴史的にウクライナ・東方カトリック教会は様々な名称で知られている。それは「帰一教会」、「ウクライナ・カトリック教会」、「ウクライナ・ビザンツ典礼カトリック教会」などである。「ギリシア・カトリック教会」という名称は、1774年にアルメニア・カトリック教会と区別を付けるためにハプスブルク君主国のマリア・テレジアによって名付けられた。
20世紀半ばまで普遍のカトリック教会の公式書類においては、ウクライナ・東方カトリック教会が「Ecclesia Ruthena unita」（ルーシ帰一教会）とよばれていた。1960年代からは「ウクライナ・カトリック教会」という名称が使用され、現在は主に「ウクライナ・ビザンツ典礼カトリック教会」という名前が使われている。1999年、ウクライナ・カトリック教会の司教会議ではウクライナ・カトリック教会を「キエフ・カトリック教会」と改名する案が提起されていたことがある。

## 行政区分

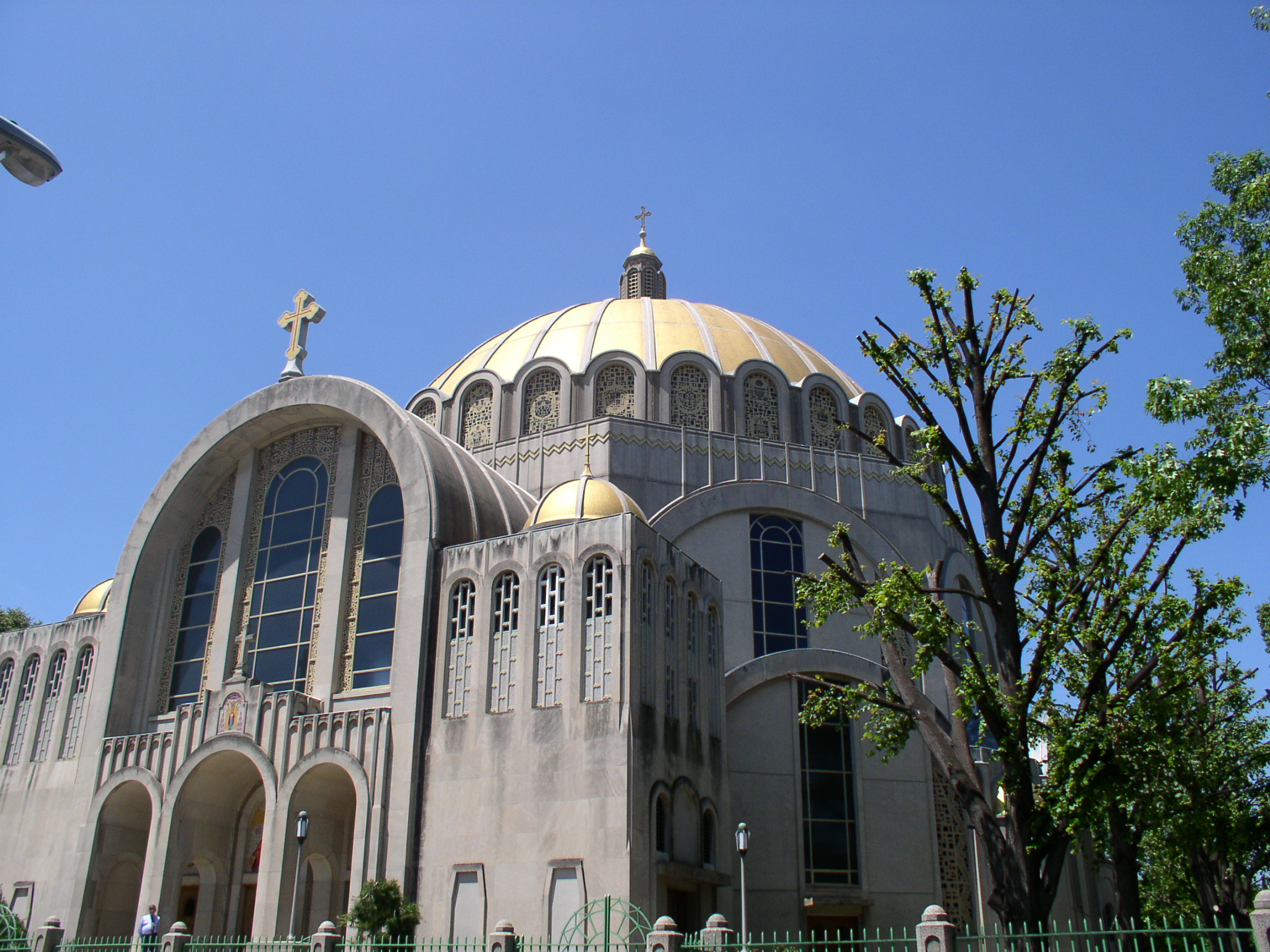
フィラデルフィアにあるウクライナ・カトリックの大聖堂。

ウクライナ・東方カトリック教会の公式サイトによれば、現在、教会内では次のような行政区分が存在する。
 ウクライナ
- キーウ大司教区
- リヴィウ大司教区
- ストルィーイ大司教区
- サンビル・ドロホーヴィチ司教区
- テルノーピリ・ズボーリウ司教区
- ソカーリ司教区
- イヴァーノ＝フランキーウシク司教区
- ブチャ司教区
- コロムィーヤ・チェルニウツィー司教区
- ドネツィク・ハルキウ司教区
- オデッサ・クリミア司教区

 ポーランド
- プシェムィシル・ワルシャワ大司教区
- ヴロツワフ・グダニスク司教区

 ドイツ
- ドイツ・スカンディナヴィア大司教名代区

 フランス
- フランス・ベネルクス・スイス大司教名代区

 イギリス
- イギリス大司教名代区

 カナダ
- ウィニペグ大司教区
- エドモントン司教区
- トロント司教区
- サスカトゥーン司教区
- ニューウェストミンスター司教区

 アメリカ合衆国
- フィラデルフィア大司教区
- シカゴ司教区
- スタンフォード司教区
- パルマ司教区

 ブラジル
- クリチバ司教区

 アルゼンチン
- アルゼンチン司教区

 オーストラリア
- オーストラリア・ニュージーランド・オセアニア司教区

## ロシア正教会・ウクライナ正教会との関係
2005年に、ウクライナ東方カトリック教会の高位大司教座がキエフに移された際には、ロシア正教会はこれに反対し、モスクワ総主教アレクシイ2世は、移転を止めるようローマ教皇庁に要求した。なお、この移転が発表された直後の礼拝には、ウクライナ正教会・キエフ総主教庁とウクライナ独立正教会から代表者が参加している。
他方、2014年現在、ウクライナ東方カトリック教会とロシア正教会、およびその庇護下にある自主管理教会ウクライナ正教会との関係は、険悪な場面ばかりではない。2014年7月にモスクワ総主教庁系ウクライナ正教会のキエフ府主教ヴォロディームィルが永眠した際には、キエフおよびハリチ高位大司教スヴィアトスラヴから追悼メッセージが発表された。
またウクライナにおける正教会は複数に分裂しているが、スヴィアトスラヴ高位大司教は2014年10月に、モスクワ総主教庁系ウクライナ正教会のみを正教会において合法とみなされている教会であるという認識も示している。